# Salinas (Alicante)
Salinas (valencianisch Salines) ist eine südostspanische Gemeinde (municipio) mit 1.775 Einwohnern (Stand: 2024) in der Provinz Alicante der Valencianischen Gemeinschaft.

## Geographie
Salinas liegt am Fuße des Serra Mariola im Südosten Spaniens. Die Gemeinde befindet sich etwa 42 km nordwestlich von Alicante in einer Höhe von ca. 490 m. Salinas ist bekannt für die Laguna de Salinas, ein 90 Quadratkilometer großes endorheisches Gewässer und Natura 2000-Schutzgebiet, das lange Zeit des Jahres durch die Absenkung des Grundwasserspiegels und der ausbleibenden Niederschläge trockenliegt. 

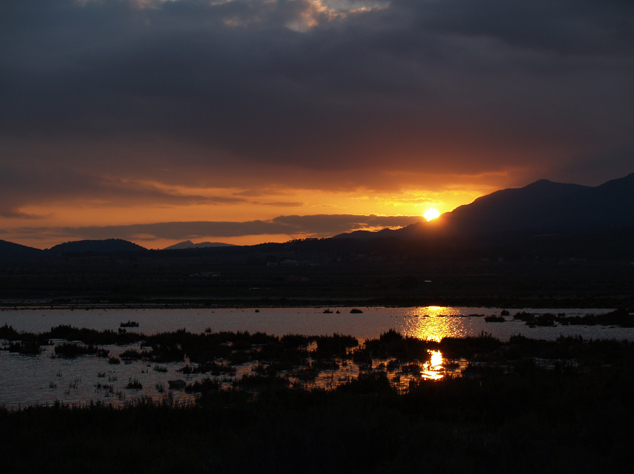
Die Laguna de Salinas in der Abendsonne

## Bevölkerungsentwicklung
| Jahr      | 1900 | 1910 | 1920 | 1930 | 1940 | 1950 | 1960 | 1970 | 1981 | 1991 | 2001 | 2011 | 2021 |
| Einwohner | 1440 | 1261 | 1123 | 1239 | 1108 | 1058 | 1112 | 918  | 1000 | 1097 | 1264 | 1559 | 1642 |

## Sehenswürdigkeiten
- Archäologische Fundstätte El Puntal, iberische Siedlung aus dem 5. bis 4. vorchristlichen Jahrhundert
- Burgruine

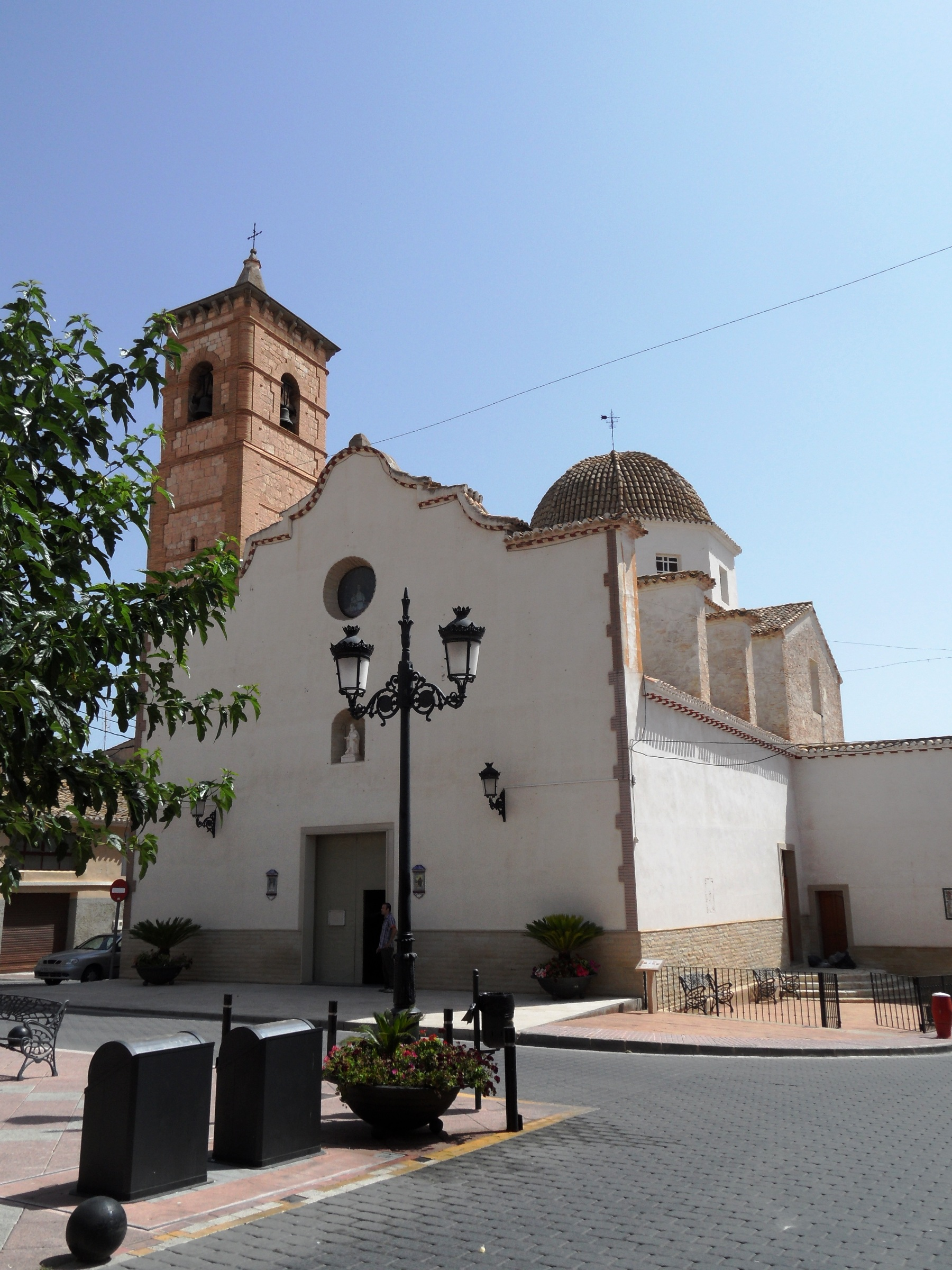
Antoniuskirche
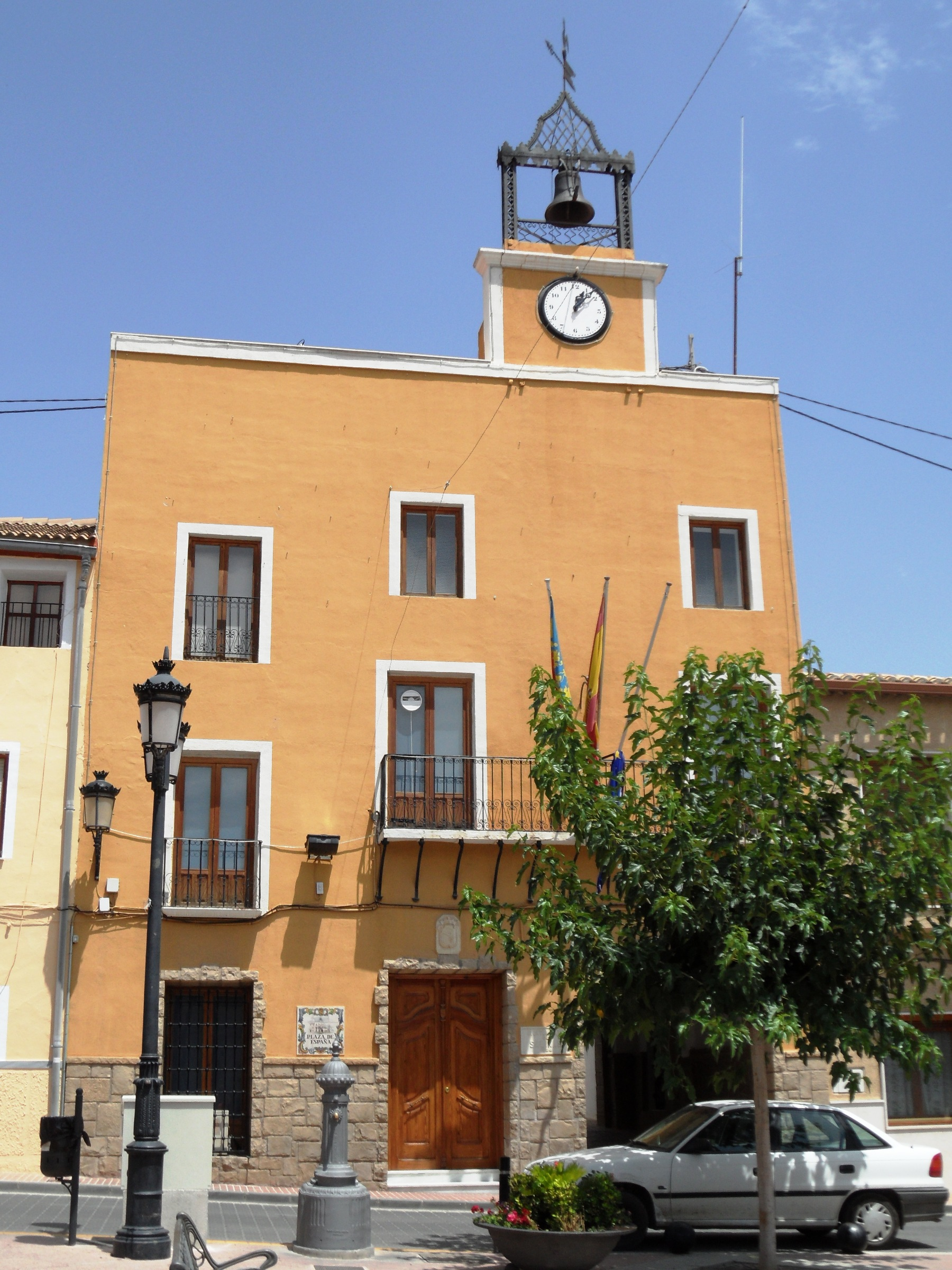
Alte und neue Isidorkapelle

- Antoniuskirche
- Rathaus